# قوانين عقلية ونفسية
القوانين العقلية النفسية (بالإنجليزية: Psychonomics)‏ تصف نهج من علم النفس والذي يهدف إلى اكتشاف القوانين (باليونانية : "نوموس") والتي تحكم أعمال العقل (باليونانية: "نفسي"). وهناك علاقة مباشرة بين هذا المجال وعلم النفس التجريبي. ويستخدم هذا المصطلح بشكل بارز من قبل جمعية القوانين العقلية النفسية، وهي عبارة عن جمعية تضم علماء علم النفس التجريبي في الولايات المتحدة.